# Горишка
Горишка (на словенски: Goriška) е област (регион) в Западна Словения.
В състава ѝ влизат 13 общини на обща площ от 2325 квадратни километра. Населението на областта към 2004 година е 119 622 жители. Най-голям град в региона е Нова Горица.

## Описание
Гориция е една от дванадесетте административно-статистически области в Словения, създадени като ново административно деление на страната през 2007 година.
Разположен е в най-западната част на страната по границата с Италия. Името на региона идва от централния град Гориция на едноименната провинция, която през 1948 година е разделена на две, като по-голямата част заедно с града остават на територията на Италия. Словенската част от областта обхваща западните Юлийски Алпи и Випавската долина. През региона протича река Соча.
Дължината на магистралния автомобилен път в региона е 33 километра.

## Общини
| Община            | (на словенски)     | Площ (km2) | Население | Гъстота (жители/km2) |
| ----------------- | ------------------ | ---------- | --------- | -------------------- |
| Айдовшчина        | Ajdovščina         | 245.20     | 18 095    | 73.8                 |
| Бовец             | Bovec              | 367.30     | 3138      | 8.5                  |
| Бърда             | Brda               | 72         | 5765      | 80.10                |
| Церкно            | Cerkno             | 131.60     | 5040      | 38.3                 |
| Идрия             | Idrija             | 293.70     | 11 990    | 40.80                |
| Канал в Сочи      | Kanal ob Soči      | 146.53     | 5948      | 40.60                |
| Кобарид           | Kobarid            | 192.70     | 4472      | 23.20                |
| Мирен-Костаневица | Miren-Kostanjevica | 62.80      | 4741      | 75.50                |
| Нова Горица       | Nova Gorica        | 309        | 32 763    | 106                  |
| Ренче-Вогърско    | Renče-Vogrsko      | 29.5       | 4135      | 140.20               |
| Шемпетер-Въртойба | Šempeter-Vrtojba   | 15         | 6269      | 417.90               |
| Толмин            | Tolmin             | 381.5      | 12 198    | 32                   |
| Випава            | Vipava             | 107.4      | 5185      | 48.3                 |
|                   |                    |            |           |                      |

## Демография
Разпределение на жителите по религиозна принадлежност според преброяването от 2002 година:
1. Християни католици (59,2%)
2. Атеисти (11,5%)
3. Християни православни (1,8%)
4. Мюсюлмани (1,5%)
5. други (4,0%)
6. Неуточнена религия (21,9%)